# Descriptio
Descriptio är en retorisk stilfigur där talaren på ett tydligt sätt talar om vilka följder ett beslut eller en handling kan få. Figuren används på så vis att man redogör vad beslutet i fråga handlar om och sedan fortsätter i samma mening med att påtala vilka konsekvenser det kan få. Denna figur används i hopp om att framkalla indignation eller medlidande hos beslutsfattare genom att presentera följderna av handlingarna i korta och klara vändningar.

## Förekomst
Descriptio är en stilfigur som idag förekommer i all sorts kommunikation, under retorikens tidiga dagar var det en välanvänd figur under rättsstal. Målet var att få de som skulle fatta ett beslut kring en människas framtid att inse vilka påföljder deras beslut kunde få. Om slutsatserna var goda och skäliga så kunde man på så sätt få domarna att vända i sitt beslutsfattande, om de skulle fria eller fälla. Detta passar väl in i dagens rättstal även om det juridiska systemet nödvändigtvis inte ser likadant ut som under de tidiga dagarna. Det passar även utmärkt vid politiska och samhällsrelaterade tal för att övertyga såväl som under vardagliga former.
Descriptio kan menas med att man målar upp en bild för åhörarna, möjligtvis om en plats eller särskilda händelser genom att utnyttja något av eller alla sinnen hos åhörarna – syn, hörsel, smak, lukt och känsel. Det är som att spela upp en film i åhörarnas sinnen, ord från talaren blir bilder hos lyssnaren.

## Exempel
Descriptio kan användas på dessa sätt:
Rättstal: ”Om ni i juryn och domaren som sitter här idag väljer att fria denna man, kommer han likt ett monster fortsätta utöva sina obarmhärtiga våldshandlingar, han kommer stjäla rikedomar från laglydiga medborgare, attackera oskyldiga offer och trakassera svaga försvarslösa samhällstjänare.”
Samhällstal: ”Om ni i kommunen väljer att riva ner denna byggnad, kommer ni att trampa på denna stads vackra historia, håna medborgarnas hårda slit för att bevara kultur i staden och radera ett starkt symboliskt minne för denna anrika stad.”
Politiskt tal: ”Om ni i riksdagen röstar för detta skatteavdrag, kommer ni att rasera en väluttänkt sjukvårdspolitik, ni kommer att likt en naturkatastrof förstöra skolorna och trampa på de stackars människor som lider i vårt land idag.”